# Otto Thott
 Der er flere personer med dette navn, se Otte Thott. (Se også artikler, som begynder med Otte Thott)
Otto Tagesen lensgreve Thott (født 13. oktober 1703 på Turebyholm, død 10. september 1785 i København) var en dansk godsejer, gehejmeråd, statsmand, bog- og kunstsamler. Han var en af de mest lærde og kompetente statsmænd i 1700-tallets Danmark.[kilde mangler]

## Barndom og uddannelse
Han var søn af gehejmeråd Tage Thott (død 1707) og Petra Sophie Reedtz.
Faderen døde, inden Otto var 4 år, og hans mor flyttede efter at have solgt Turebyholm til Sorø med ham. Her gik han i skole. Han mistede moderen, inden han var fyldt 17 år, og da den formue, hun havde haft, næsten var væk, var det kun på grund af et par kvindelige slægtninge, at han blev i stand til at fortsætte sin videre udvikling på den måde, der ansås for at være nødvendig for en ung adelsmand, nemlig ved en udlandsrejse.
Først opholdt han sig i Halle, hvor han boede hos en jurist Bøhmer. Han studerede især retsvidenskab, derunder naturret, og historie og filosofi m.m. Disse studier fortsatte han i Jena og i Holland, England og Frankrig. Han skaffede sig forbindelse med en række videnskabsmænd i de forskellige byer, hvor han opholdt sig. Og skaffede sig værdifulde håndskrifter og bøger, og skønt hans pengemidler var begrænsede[kilde mangler],

## Karriere

### Succesrig embedsmand
Efter sin hjemkomst fik han knapt 20 år gammel i 1723 en sekretærstilling i Danske Kancelli. I 1728 blev han højesteretsassessor og justitsråd, to år senere kommitteret i kammerkollegiet og etatsråd, her fra avancerede han til deputeret for finanserne (15. februar 1734), og da General-, Landets-, Økonomi- og Kommercekollegiet blev oprettet, trådte han ind som deputeret i det 5. december 1735. Året efter blev han konferensråd. Et betydeligt skridt fremad var det for ham, at han 30. august 1746 kom til at lede finanskollegiet som 1. deputeret, en stilling, han beklædte til 6. december 1759. Året i forvejen havde han nået den højeste statsmandsværdighed ved 21. juli 1758 at blive medlem af gehejmekonseillet.
Kort efter Frederik V's tronbestigelse modtog han Dannebrogordenen. Den 4. september 1747 fik han titel af gehejmeråd, og i 1752 havde enkedronning Sophie Magdalene tildelt ham ordenen de l’union parfaite, og han beklædte gentagne gange i længere tid en stilling som en af Den Københavnske Banks direktører. 1755-1758 moderniserede han Gavnø, der blev forvandlet til et rokokoslot, muligved ved assistance fra bygmesteren Jacob Fortling.

### Statsøkonomisk forfatter
Kort efter, at han havde fået sæde i kommercekollegiet, indgav han 31. december 1735 en lang betænkning med titlen Allerunderdanigste uforgribelige Tanker om Kommerciens Tilstand og Opkomst, hvori han redegjorde for Danmarks og Norges økonomiske forhold. Han tilslutter sig her en moderat form for merkantilisme. "Det er", siger han, "ikke alene Sølv og Guld, som medfører Rigdom; men det er fornemmelig Flittighed, Arbejde, Sparsommelighed, Forstand, Kunster og Videnskaber, som alle ere de troeste og aldeles fornødne tilhjælpere til et ægte Kommercium", hvilket han underbygger ved at pege på, hvordan England og Holland havde overgået Spanien, der kun havde haft ulykker af sin metalrigdom fra kolonierne. Merkantilismen ses, idet han fremhæver, at det er vigtigt at udføre for større værdier, end man indfører. Han beskriver også elendige forhold for landbruget som følge af lave kornpriser. Han skildrer både proprietærerne som gældbundne og særlig de danske bønders jammerlige kår. "Det er", skriver han, "fast ubegribeligt, hvorledes Bonden kan få det, han skal svare … han må nødvendigvis arbejde med Ulyst og Lunkenhed, ja vorder lad og liderlig og drikker ofte op alt, hvad han kan overkomme".
De år, hvor han ledte finansstyrelsen (1746-59), var gunstige, og det lykkedes ham afbetale en del af statsgælden, et bevis på Thotts administrative dygtighed; men også fredstiden har spillet en rolle.[kilde mangler]

### Faldende indflydelse og afskedigelse
Han fulgte i februar 1763 Johan Ludvig Holstein både som oversekretær i danske kancelli, præses for missionskollegiet og Waisenhuset, 1. generalkirkeinspektør, præses i Videnskabernes Selskab, patron for Københavns Universitet og skoleherre for Herlufsholm. Få uger efter blev han Ridder af Elefanten. På samme tid fik han ombygget sit store palæ på Kongens Nytorv, Thotts Palæ, ved Nicolas-Henri Jardin.
Han bevarede sine stillinger ved Christian VII tronbestigelse, men mærkede overgangen fra en rolig tid under Frederik 5. til en forvirret og intrigant periode. Han var her på Bernstorffs side. Det gjorde, at han (og Ditlev Reventlow) efter kejserinde Catharina II's udtrykkelige ønske blev gjort til titulær lensgreve 14. december 1767.
Bernstorffs fald 15. september 1770 gav ikke umiddelbart anledning til afsked af Thott; men Struensee lod konseillet være fuldstændigt uvirksomt, når undtages en erklæring, som Thott 24. september med sine kolleger afgav om, hvorledes et statsråd bedst kunne indrettes i en monarkisk stat, en erklæring, der yderligere ophidsede Struensee mod de gamle statsrådsmedlemmer. Det varede ikke længere end til 10. december 1770, inden alle konseillets medlemmer blev afskedigede. Pension fik Thott ikke. Hermed var hans virke i samtlige hans ældre stillinger ophørt, bortset fra at Struensee lod ham blive ved at være skoleherre på Herlufsholm.

### Uvirksomhed i Struenseetiden
Efter sin afskedigelse trak Thott sig tilbage til sine godser i Sydsjælland. Han havde 3. oktober 1732 på Lindersvold giftet sig med Birgitte Charlotte Kruse (11. april 1711 i Brodne – 7. februar 1781 på Gavnø), en datter af generalmajor Ulrik Christian Kruse, og hun havde bragt ham Lindersvold i medgift.
I 1731 havde han købt Strandegård, og 1737 erhvervede han ved arv og køb Gavnø. Det synes, som om han i struenseetiden har levet ret isoleret nede på Gavnø, mens hans tidligere kolleger stod i aktiv forbindelse med hinanden.

### Tilbagevenden til embedsvirksomheden
Efter Struensees fald var han en af dem, som de nye magthavere påtænkte sæde i et nyt statsråd. Han har da bl.a. været med i forhandlingerne om Forordningen af 13. februar 1772, og det synes, som om han har foreslået[kilde mangler] de to vigtige paragrafer heri, hvorefter udenrigsministeren altid skulle have sæde i statsrådet, og "alting herefter (det alene undtagen, som angår vore tyske Provinser) skal søges, behandles; foredrages og udfærdiges i det danske Sprog". Dette sidste tyder på[kilde mangler], at han ganske har været enig i den nationaldanske retning, der kendetegnende for regeringen den såkaldte guldbergske tid.
Da intet medlem af statsrådet, med undtagelse af udenrigsministeren, efter denne forordning måtte stå i spidsen for noget regeringskollegium, kunne han ved genoptagelse i regeringsrådet ikke atter blive kancellipræsident. Derimod fik han sæde i flere af de vigtige kommissioner, som i dette tidsrum havde gennemgribende indflydelse på finansstyrelsen. Han blev nemlig 29. oktober 1772 medlem af den ekstraordinære finanskommission, 11. marts 1773 medlem af Overskattedirektionen, 19. maj 1774 blev han en af direktørerne i Skatkammeret, og 13. april 1782 fik han sæde i Overbankdirektionen. Disse udnævnelser var et vidnesbyrd om, hvorledes man i ydre henseende viste den nu stærkt aldrende mand alt muligt hensyn; men det er dog tydeligt nok, at han aldeles ikke har spillet nogen rolle som egentlig ledende statsmand i denne tid.[kilde mangler] Tiltagende alderdomsskrøbeligheder synes også at have gjort det nødvendigt at formindske trykket af embedsgerningen for ham.[kilde mangler] I det mindste forekommer der oftere kabinetsordrer om, at den "gode Grev Thott" skal lettes, så for et, så for et andet hverv.[kilde mangler]

### Sidste tid
Til alderens tryk kom private sorger. Hans hustru døde efter 49 års ægteskab 1781, og snart efter mistede han sit eneste barn, datteren Christine Sophie, der var enke efter hofmarskal og amtmand Christian Ditlev Rantzau. Skønt han som en følge af alt dette måtte synes at være mæt af dage, da den guldbergske styrelse faldt, beholdt han dog sit sæde i gehejmestatsrådet efter regeringsforandringen 14. april 1784, og han fik endog kort efter (5. maj) atter den stilling som patron for Københavns Universitet, som han havde haft før Struensees tid. Men han var nu udslidt, han led også af en slem øjensygdom, og 10. september 1785 døde han i en alder af 82 år.

## Bogsamler
Han er imidlertid blevet mest kendt som samler af håndskrifter og bøger. De bøger, han havde samlet som ung mand på sin udlandsrejse gik tabt ved Københavns brand 1728, men han tog snart fat igen, og efterhånden som han blev en formuende mand, fik han, der ellers ikke havde kostbare tilbøjeligheder, rigelige midler til at tilfredsstille sin samlerlyst. Han fulgte gennem kataloger hvilke bogauktioner, der afholdtes rundt om i Europa, og han brevvekslede om værdifulde håndskrifter og bøger. Han var ikke blot en ivrig, men også en kyndig samler.[kilde mangler] Hans bibliotek bestod ved hans død bestod af mere end 120.000 bind og overgik herved det kongelige bibliotek. Ved sin død skænkede han til Kongens Håndbibliotek både hele sin manuskriptsamling på 4154 numre, og en kostbar samling af 6159 bøger, der var trykt før 1530. Ved auktionen efter hans død blev 60.000 bind købt til kongens bibliotek. Den Thottske manuskriptsamling udgør fortsat en særskilt enhed i Håndskriftafdelingen på Det Kongelige Bibliotek. Særligt er Thotts samling af håndskrevne forbudte undergrundsskrifter med radikalt oplysningsfilosofisk indhold meget omfangsrig, og ifølge historikeren Jonathan Israel sandsynligvis den største i Europa.
Han var præsident i Videnskabernes Selskab; først ved kongelig udnævnelse før Struensee-tiden, herefter fjernet i 1770, og på ny i 1776 valgt dertil af selskabets medlemmer; men han takkede nej med henvisning til sin alder og sine mange embeder. Han valgtes da til æresmedlem.

## Kunstsamler
Otto Thott etablerede også en omfattende samling af malerier især portrætter, hvoraf en del dog er kopier af ældre værker. Med omkring 1.000 værker er Thott-samlingen fortsat Nordens største privatsamling af malerier.[kilde mangler] Blandt de ældste værker er portrætter malet ca. 1460.
Med Otto Thott uddøde den gamle Thottske slægt i Danmark (men lever endnu i Skåne). Hans besiddelser blev arvet af Holger Reedtz af slægten Reedtz.
Han og hustruen er begravet i Sorø Klosterkirke, hvor gravmælet er udført af Carl Frederik Stanley.
Der findes en række gengivelser af Otto Thott: Malerier på Københavns Universitet, i Det Kongelige Norske Videnskabers Selskab i Trondhjem og i Det Kongelige Bibliotek. Malerier formentlig af Andreas Brünniche (Frederiksborgmuseet) og af Peter Krafft den ældre 1752 (Skabersø, Gavnø, Frederiksborgmuseet); miniature derefter (Gavnø); stik af Johan Martin Preisler 1783. Maleri af Georg Mathias Fuchs 1770 (Gavnø; kopi på Herlufsholm og af Ulrich Ferdinandt Beenfeldt i Videnskabernes Selskab, København), stukket af Georg Christian Schule 1781. Foregivet maleri som yngre (Gavnø). Maleri på Rathlousdal. Miniature på Frederiksborgmuseet. Portrætteret på Wilhelm von Haffners tegning af appartementet 1781 (Rosenborg Slot) og på det allegoriske stik: Tibi 1772 (Johan Martin Preisler efter Johannes Wiedewelt). Stik som efter en medalje af Franciscus Schürer 1788. Buste af Hartman Beeken (Gavnø). Marmorbuste i Det Kongelige Bibliotek. Træsnit af L.B. Hansen 1893.